# George FitzRoy, 4:e hertig av Grafton
George Henry FitzRoy, 4:e hertig av Grafton, född 14 januari 1760, död 28 september 1844 på Euston Hall, var en brittisk politiker. Han var son till Augustus FitzRoy, 3:e hertig av Grafton, och Hon. Anne Liddell.
Han gifte sig 1784 med Lady Charlotte Maria Waldegrave (1761–1808), dotter till James Waldegrave, earl av Walgrave, och Maria Walpole. 
George Henry FitzRoy var parlamentsledamot (whig) 1782–1784 och 1784–1811. 
Han var vidare lordlöjtnant av Suffolk 1790–1844. Hertigen utnämndes till riddare av Strumpebandsorden av Vilhelm IV av England 1834.

## Barn
- Lady Elizabeth Anne FitzRoy (d. 1867), gift med sin kusin, John Henry Smyth
- Lady Maria Anne Fitzroy (1785–1855), gift med Sir William Oglander, 6th Bt
- Henry FitzRoy, 5:e hertig av Grafton (1790–1863), gift med Mary Caroline Berkeley (1795–1873)
- Lord Charles Fitzroy, generallöjtnant (1791–1865), gift med Lady Anne Cavendish
- Lady Isabella Frances FitzRoy (1792–1875), gift med Joseph St. John